# 디완고
디완고 주식회사(영어: Dwango Co., Ltd., 일본어: 株式会社ドワンゴ)는 일본의 엔터테인먼트 관련 회사이다. 미국의 이드 소프트웨어의 게임 둠 시리즈부터 당대 PC용 RTS/FPS게임의 멀티플레이를 가능하게 한 네트워크 플레이 중개서비스인 DWANGO(Dial-up Wide-Area Network Game Operation)에서 유래되었다. 당시 이드 소프트웨어가 자회사를 이 이름을 걸고 설립하면서 네트워크 중개 서비스로서 시작하였는데, 1996년에 일본을 시작으로 대한민국, 싱가포르 등과 같은 여러 국가에서 진출하여 서비스를 시작하였고, 이후, 갑작스럽게 본 회사가 파산되어 없어지고, 여러 해외 지사를 철수했는데, 철수가 안된 일본 지사가 오늘날 이 회사의 원형이 된 것이다. 또한, 니코니코 동화를 서비스를 하고있는 니완고와 2015년 10월 1일에 합병하여 니코니코 동화를 소유하고 있다. 2014년 10월 1일에 카도카와와 합병하여, 카도카와 디완고가 설립되었다.